# Réserve naturelle nationale de la dune Marchand
La réserve naturelle nationale de la dune Marchand (RNN19) est une réserve naturelle nationale située dans le département du Nord, en région Hauts-de-France. Classée en 1974, elle occupait initialement une surface de 83 hectares. Un décret du 26 février 2024 étend le périmètre à 113 hectares. Elle protège l'une des dunes de Flandres.

## Localisation

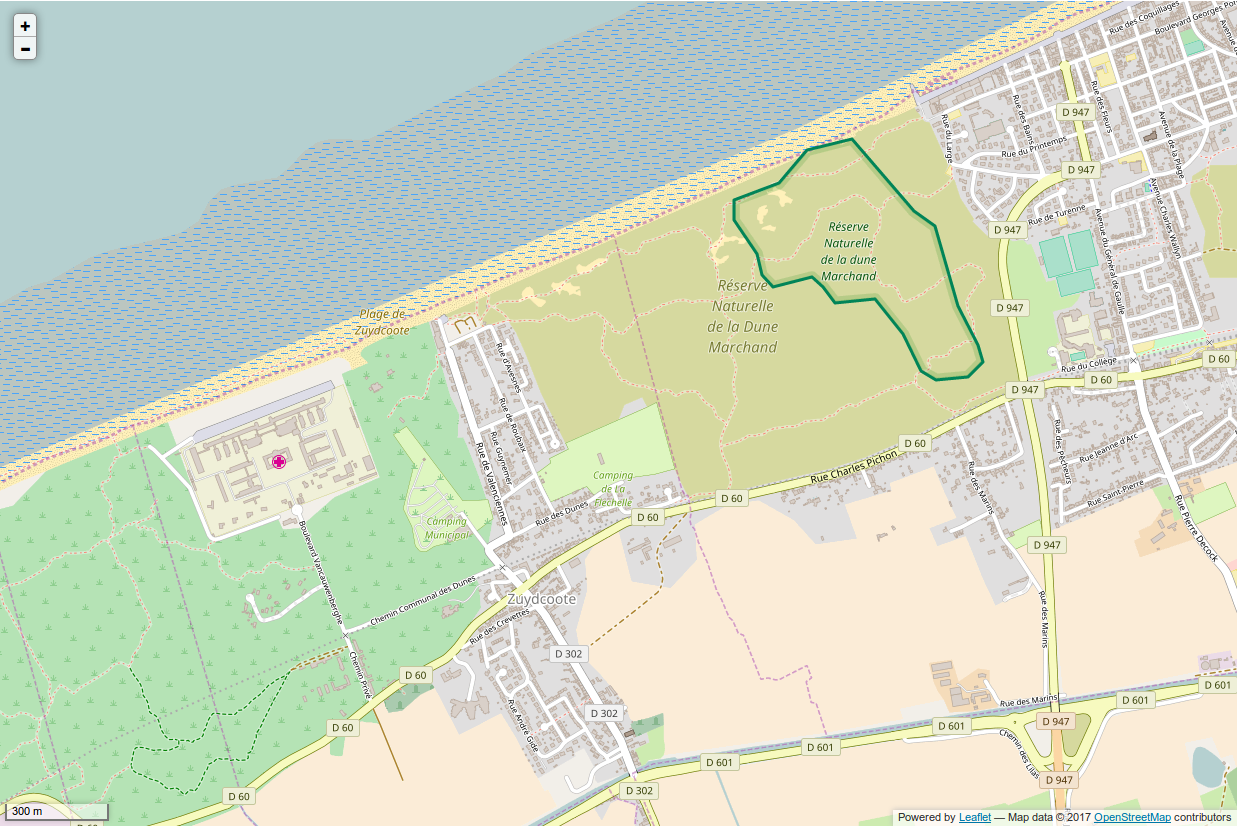
Périmètre de la réserve naturelle.

À l'est de Dunkerque, le territoire de la réserve naturelle est dans le département du Nord, sur les communes de Bray-Dunes et Zuydcoote. Occupant 83 hectares à proximité du littoral de la mer du Nord, il est tout proche de la frontière belge.

## Histoire du site et de la réserve
Le Conservatoire du littoral a acquis, de 1980 à 2004, 108 ha de dunes, dont les 83 ha constituant la réserve naturelle.
En 2008, un chantier de bénévoles organisé avec l'association CONCORDIA avec le soutien de la coordination mammologique du Nord, a fermé des blockhaus afin de sécuriser le site et surtout créer des refuges pour chiroptères et batraciens.

## Écologie (biodiversité, intérêt écopaysager…)
La dune est orientée parallèlement à la côte et les vents violents y creusent des dépressions dans lesquelles se réfugient de nombreuses plantes, plus ou mois rares qui ne trouveraient pas ailleurs les conditions de leur survie.

Cet espace abrite 337 espèces dont 2 protégées au niveau national.

### Flore
La flore compte 337 espèces dont l'Oyat piquant, le Roseau, le Peuplier grisard, l'Aulne, le Frêne, l'Orne, l'Argousier, des plantes boréales (Pensée sauvage "violette de Curtis"), la Pyrole, les multiples orchidées, la Parnassie des marais, l'Helleborine, la Gentianelle... et une plante endémique, le Choin noirâtre.

### Faune
La faune y est multiple et nombreuse. Outre les insectes on recense 162 espèces de vertébrés dont 6 amphibiens (comme le Crapaud calamite et le Triton crêté...), 1 reptile, des mammifères et 140 espèces d'oiseaux dont 35 nicheurs (Rossignol philomèle, Pic vert, Pouillot fitis, Fauvette grisette, Traquet pâtre, Linotte mélodieuse, Grive, Pinson du Nord, Bruant des neiges...)

C'est aussi un lieu de reproduction du Phoque veau-marin...

## Intérêt touristique et pédagogique
L’accès au site est libre en restant sur les sentiers balisés. L'accueil se situe à la Ferme du Nord à Zuydcoote.

## Administration, plan de gestion, règlement
La réserve naturelle est gérée par le Conseil général du Nord, Direction de l’Environnement.

### Outils et statut juridique
La réserve naturelle a été créée par un arrêté ministériel du 11 décembre 1974. Un nouveau décret paru le 1er octobre 1990 abroge ce dernier et reclasse la réserve naturelle.
Le 26 février 2024, le décret n°2024-148 étend le périmètre à 113 hectares.
Le réseau Natura 2000 a intégré la dune Marchand dans le Site d'importance communautaire (FR3100474) classé en juillet 2003 car il présente la quasi-totalité de la végétation naturelle dunaire française.